# Saoedi-Arabië op de Olympische Zomerspelen 2012
Saoedi-Arabië nam deel aan de Olympische Zomerspelen 2012 in Londen, Verenigd Koninkrijk. Voor het eerst werden door dit land (onder internationale druk) vrouwelijke sporters afgevaardigd naar een olympisch toernooi.

## Medailleoverzicht
| Sport        | Olympiër                                                           | Onderdeel            | Medaille |
| ------------ | ------------------------------------------------------------------ | -------------------- | -------- |
| Paardensport | Ramzy Al-Duhami Abdullah Al-Saud Kamal Bahamdan Abdullah Sharbatly | springconcours, team | Brons    |

## Deelnemers en resultaten
(m) = mannen, (v) = vrouwen

### Atletiek
| Olympiër            | Onderdeel              | Resultaat | Prestatie                                               |
| ------------------- | ---------------------- | --------- | ------------------------------------------------------- |
| Yousef Masrahi      | 400m (m)               | 20e       | serie 4: 3de in 45,43 halve finale 3: 7de in 45,91      |
| Abdulaziz Mohammed  | 800m (m)               | 22e       | serie 3: 3de in 1.46,09 halve finale 3: 8ste in 1.48,98 |
| Emad Noor           | 1500m (m)              | 34e       | serie 3: 10de in 3.42,95                                |
| Mohammed Shaween    | 1500m (m)              | 20e       | serie 2: 1ste in 3.39,42 halve fianle 1: 7de in 3.43,39 |
| Hussain Alhamdah    | 5000 m (m)             | 38e       | serie 1: 20ste in 14.00,43                              |
| Abdullah Aljoud     | 5000 m (m)             | 39e       | serie 2: 20ste in 14.11,12                              |
| Moukheld Al-Outaibi | 5000 m (m)             | 23e       | serie 1: 9de in 13.31,47                                |
| Moukheld Al-Outaibi | 10.000 m (m)           | 17e       | 28.07,25                                                |
| Ali Ahmed Al-Amri   | 3000m steeplechase (m) | 21e       | serie 1: 9de in 8.26,22                                 |
| Mubarak Al-Dawoodi  | discuswerpen (m)       | 33e       | kwalificatie groep B: 18de met 59,54m                   |
|                     |                        |           |                                                         |
| Sarah Attar         | 800 m (v)              | 39e       | serie 6: 8ste in 2.44,95 (NR)                           |

### Gewichtheffen
| Olympiër         | Onderdeel | Resultaat | Prestatie                                                    |
| ---------------- | --------- | --------- | ------------------------------------------------------------ |
| Abbas Al-Qaisoum | -94kg (m) | 15e       | trekken: 15de met 155kg stoten: 17de met 180kg totaal: 335kg |

### Judo
| Olympiër          | Onderdeel | Resultaat | Prestatie                                                                               |
| ----------------- | --------- | --------- | --------------------------------------------------------------------------------------- |
| Eisa Majrashi     | -60kg (m) | 9e        | 1ste ronde: vrij 2de ronde: W van GUY Lall: waza-ari 3de ronde: V van BRA Kitidai: yuko |
|                   |           |           |                                                                                         |
| Wojdan Shaherkani | +78kg (v) | 17e       | 1ste ronde: V van PUR Mojica: waza-ari                                                  |

### Paardensport
| Olympiër                                                           | Onderdeel            | Resultaat      | Prestatie                                                                                      |
| Springconcours                                                     | Springconcours       | Springconcours | Springconcours                                                                                 |
| ------------------------------------------------------------------ | -------------------- | -------------- | ---------------------------------------------------------------------------------------------- |
| Ramzy Al-Duhami op "Bayard"                                        | individueel          | 29e            | kwalificatie: 6 strafpunten (9e) (2 + 0 + 4) finale: 12 strafpunten (12 + x)                   |
| Abdullah Al-Saud op "Davos"                                        | individueel          | 26e            | kwalificatie: 4 strafpunten (4e) (0 + 0 + 4) finale: 9 strafpunten (9 + x)                     |
| Kamal Bahamdan op "Delphi"                                         | individueel          | 4e             | kwalificatie: 7 strafpunten (10e) (1 + 1 + 5) finale: 2 strafpunten (1 + 1)                    |
| Abdullah Sharbatly op "Sultan"                                     | individueel          | 51             | kwalificatie: 10 strafpunten (10e) (6 + 4 + x)                                                 |
| Ramzy Al-Duhami Abdullah Al-Saud Kamal Bahamdan Abdullah Sharbatly | springconcours, team | Brons          | finale: 14 strafpunten (1 + 13) (= beste 3 individuele resultaten 2e en 3e ronde kwalificatie) |

### Schietsport
| Olympiër        | Onderdeel | Resultaat | Prestatie                                           |
| --------------- | --------- | --------- | --------------------------------------------------- |
| Majed Al-Tamimi | skeet (m) | 29e       | kwalificatie: 29ste met 111 punten (23-18-20-25-21) |

Afghanistan · Albanië · Algerije · Amerikaanse Maagdeneilanden · Amerikaans-Samoa · Andorra · Angola · Antigua en Barbuda · Argentinië · Armenië · Aruba · Australië · Azerbeidzjan · Bahama's · Bahrein · Bangladesh · Barbados · België · Belize · Benin · Bermuda · Bhutan · Bolivia · Bosnië en Herzegovina · Botswana · Brazilië · Britse Maagdeneilanden · Brunei · Bulgarije · Burkina Faso · Burundi · Cambodja · Canada · Centraal-Afrikaanse Republiek · Chili · China · Chinees Taipei · Colombia · Comoren · Congo-Brazzaville · Congo-Kinshasa · Cookeilanden · Costa Rica · Cuba · Cyprus · Denemarken · Djibouti · Dominica · Dominicaanse Republiek · Duitsland · Ecuador · Egypte · El Salvador · Equatoriaal-Guinea · Eritrea · Estland · Ethiopië · Fiji · Filipijnen · Finland · Frankrijk · Gabon · Gambia · Georgië · Ghana · Grenada · Griekenland · Groot-Brittannië · Guam · Guatemala · Guinee · Guinee‑Bissau · Guyana · Haïti · Honduras · Hongarije · Hongkong · Ierland · IJsland · India · Indonesië · Irak · Iran · Israël · Italië · Ivoorkust · Jamaica · Japan · Jemen · Jordanië · Kaaimaneilanden · Kaapverdië · Kameroen · Kazachstan · Kenia · Kirgizië · Kiribati · Koeweit · Kroatië · Laos · Lesotho · Letland · Libanon · Liberia · Libië · Liechtenstein · Litouwen · Luxemburg · Macedonië · Madagaskar · Malawi · Maldiven · Maleisië · Mali · Malta · Marshalleilanden · Marokko · Mauritanië · Mauritius · Mexico · Micronesië · Moldavië · Monaco · Mongolië · Montenegro · Mozambique · Myanmar · Namibië · Nauru · Nederland · Nepal · Nicaragua · Nieuw-Zeeland · Niger · Nigeria · Noord-Korea · Noorwegen · Oeganda · Oekraïne · Oezbekistan · Oman · Oostenrijk · Oost-Timor · Pakistan · Palau · Palestina · Panama · Papoea-Nieuw-Guinea · Paraguay · Peru · Polen · Portugal · Puerto Rico · Qatar · Roemenië · Rusland · Rwanda · Saint Kitts en Nevis · Saint Lucia · Saint Vincent en Grenadines · Salomonseilanden · Samoa · San Marino · Sao Tomé en Principe · Saoedi-Arabië · Senegal · Servië · Seychellen · Sierra Leone · Singapore · Slovenië · Slowakije · Soedan · Somalië · Spanje · Sri Lanka · Suriname · Swaziland · Syrië · Tadzjikistan · Tanzania · Thailand · Togo · Tonga · Trinidad en Tobago · Tsjaad · Tsjechië · Tunesië · Turkije · Turkmenistan · Tuvalu · Uruguay · Vanuatu · Venezuela · Verenigde Arabische Emiraten · Verenigde Staten · Vietnam · Wit-Rusland · Zambia · Zimbabwe · Zuid-Afrika · Zuid-Korea · Zweden · Zwitserland · Onafhankelijke atleten